# Anaksandar
Anaksandar (grčki Ανάξανδρος) bio je kralj grada Sparte u drevnoj Grčkoj. Vladao je od oko 640. – 615. prije Krista.
Bio je 12 kralj iz roda Agijada, sin i nasljednik Eurikrata te otac i prethodnik Eurikratida, a i djed Leona Spartanskog.